# Indian Summer Festival

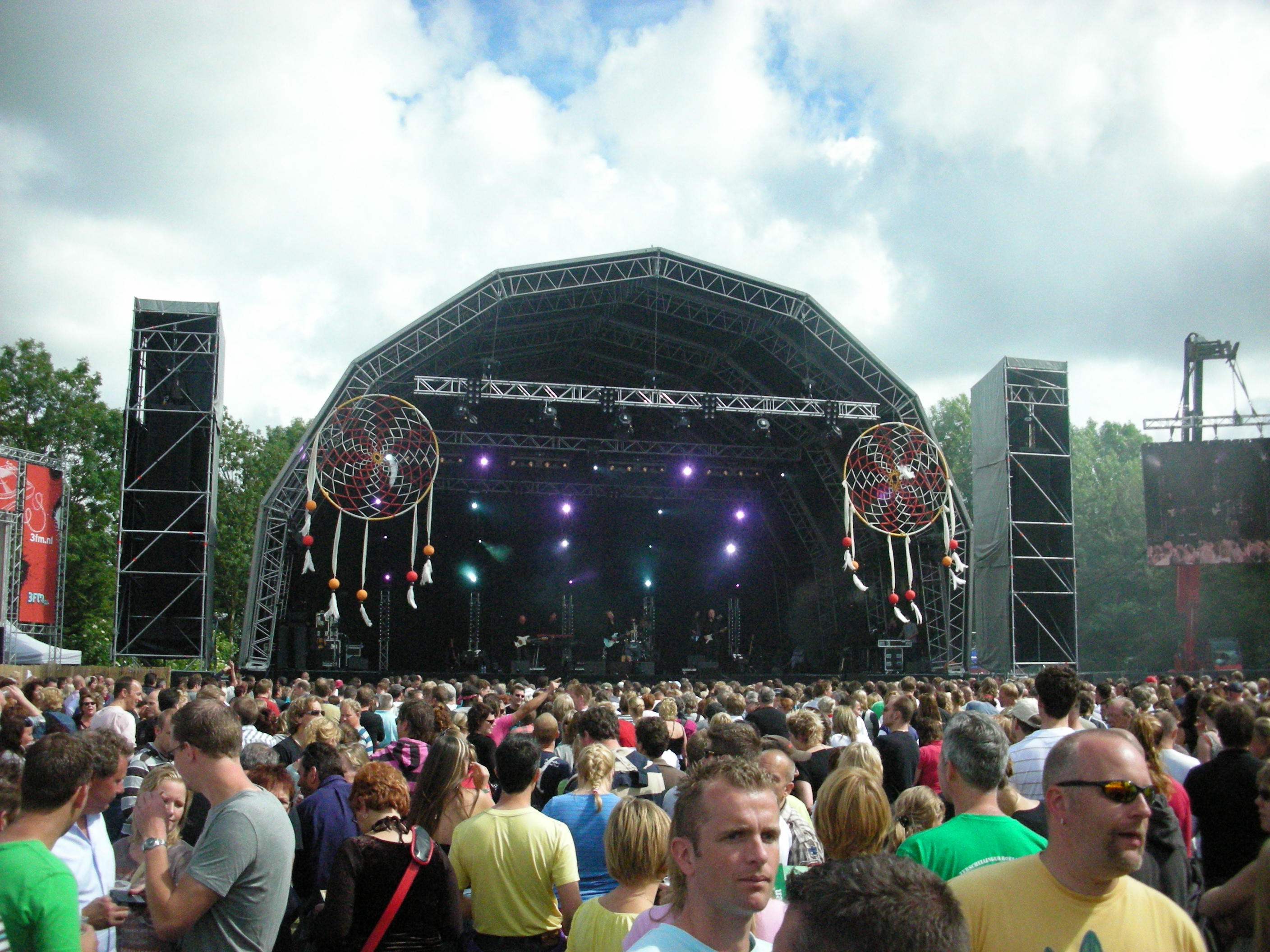
Het Indian Summer Festival 2009.

Indian Summer Festival was een jaarlijks muziekfestival, dat werd gehouden in het Nederlandse recreatiegebied Geestmerambacht in Langedijk. Het festival had diverse podia van pop tot rock, en van dance tot hiphop. Het festival trok jaarlijks ca. 25.000 bezoekers uit heel het land.

## Geschiedenis
De eerste editie vond plaats in 2001, dit met de gedachte dat er in de kop van Noord-Holland maar weinig origineels gebeurde op het gebied van muziek. Hierin wilde de initiator en organisator Marco Kuiper verandering brengen.

## 2006
Op deze editie van het festival, dat toen gehouden werd op vrijdag 16 en zaterdag 17 juni, speelden Racoon, Opgezwolle, Ricky Rivaro, Coolpolitics, Anouk, De Dijk, Tim Deluxe, Svendex en de Porn Brothers.

## 2007
In 2007 vond Indian Summer plaats op zaterdag 23 juni met o.a. op het programma: Stevie Ann, Oôs Joôs, Johan, Ilse de Lange, de Heideroosjes, The Scene, Audio Bullys, Within Temptation, Wipneus en Pim, Nomansland, Jablecna Stava, Colleen, Targets, Steed, The Tunes en Separate Chain Reaction.

## 2008
In 2008 vond Indian Summer plaats op zaterdag 21 juni, met o.a.: Anouk, Golden Earring, Michel de Hey en Benjamin Bates.

## 2009
In 2009 traden onder andere op (zaterdag 20 juni): Milow, Novastar, BLØF, Kane en cabaretier Arie Koomen.

## 2010
Op 19 juni 2010 traden voor 30.000 bezoekers o.a. UB40, De Dijk, DI-RECT, Ilse de Lange, Alex van Oostrom, Ben Liebrand, Felix da Housecat en Destine op.

## 2012
In 2012 vond Indian Summer plaats op zaterdag 16 juni, met o.a. Racoon, Gers Pardoel, Miles Kane, The Wombats, Dr. Lektroluv, Eric E en Ben Liebrand op het programma.

## 2013
Een tweedaagse editie: zaterdag 15 en zondag 16 juni met o.a. op het programma: Within Temptation, Guus Meeuwis, Keane, The Prodigy, Kane, Yellow Claw, Handsome Poets.

## 2014
Indian Summer Festival vond dit jaar plaats op zaterdag 14 juni en zondag 15 juni 2014. Het programma bevatte o.a.: Lily Allen, Underworld, Crystal Fighters, De Dijk, Kensington, Showtek, Tom Odell, Mightyfools, MOTi.

## 2015
Na 14 jaar langs het water van Geestmerambacht verhuisde Indian Summer in 2015 naar het evenemententerrein iets ten noorden van het meer in Langedijk. Op het programma stonden o.a. Anouk, Racoon, Kensington, Dotan, Brennan Heart, Jett Rebel, Milky Chance en Dirtcaps.

## 2016
In 2016 vond Indian Summer plaats op vrijdag 3 en zaterdag 4 juni, met o.a. Guus Meeuwis, BLØF, Typhoon, The Common Linnets, De Jeugd van Tegenwoordig, FeestDJRuud en Wildstylez op het programma.

## 2017
Indian Summer vond in 2017 plaats op vrijdag 30 juni en zaterdag 1 juli. Op dinsdag 13 december 2016 kondigde de organisatie de eerste namen aan, met o.a. Kensington, Chef'Special, Racoon, Quintino, Broederliefde, Jett Rebel, Kraantje Pappie, Bokoesam, The Partysquad, Mightyfools, Frenna, en vele anderen.

## 2022
25 juni 2022  

## 2023
24 juni 2023

## 2024
29 juni 2024 met SERA, Donnie, Son Mieux, De Jeugd Van Tegenwoordig, Acda en De Munnik, The Dirty Daddies